# ماکسیم کالین
ماکسیم کالین (انگلیسی: Maxime Colin؛ زادهٔ ۱۵ نوامبر ۱۹۹۱) بازیکن فوتبال اهل فرانسه است.
از باشگاه‌هایی که در آن بازی کرده‌است می‌توان به باشگاه فوتبال برنتفورد، باشگاه فوتبال اندرلشت، و باشگاه فوتبال تروا اشاره کرد.
وی همچنین در تیم ملی فوتبال زیر ۲۰ سال فرانسه بازی کرده‌است.